# فاليري تترولت
فاليري تترولت (بالإنجليزية: Valérie Tétreault)‏ مواليد 21 يناير 1988 في سان جان سور ريشليو، كيبك، كندا، هي لاعبة كرة مضرب كندية سابقة بدأت مسيرتها كمحترفة سنة 2006 وكانت تلعب باليد اليمنى، اعتزلت اللعب في ديسمبر 9, 2010. أعلى تصنيف لها في الفردي كان المركز الـ 112 في سنة 2010. أعلى تصنيف لها في الزوجي كان المركز الـ 307 في سنة 2010.

## روابط خارجية
- فاليري تترولت على موقع رابطة محترفات التنس (الإنجليزية)
- فاليري تترولت على موقع الاتحاد الدولي لكرة المضرب (الإنجليزية)
- فاليري تترولت على موقع كأس بيلي جين كينغ (الإنجليزية)
- فاليري تترولت على موقع خلاصة التنس.كوم (الإنجليزية)